# خانواده فرمانفرمائیان
خانواده فرمانفرمائیان، شاخه‌ای از  خاندان قاجار و از خاندان‌های نام‌آور در تاریخ معاصر ایران است که خود دارای چند شاخۀ نسبی و سببی با نام‌های فامیلی مختلف و گاه بسیار متفاوت با یکدیگر است. اعضای این خاندان از نوادگان شاهزادگان  قاجاری هستند که در طول حکومت  خاندان قاجار در ایران، از لقب فرمانفرما برخوردار بوده‌اند و به همین دلیل، تمامی شاخه‌های متخلف این خاندان را با عنوانی برآمده از لقب اجدادشان، به نام «خاندان فرمانفرمائیان» می‌شناسند. نفوذ سیاسی، اقتصادی و فرهنگی شاخه‌های مختلف خاندان فرمانفرمائیان به دلیل وجود وابستگی‌های نسبی مختلف با  خاندان قاجار، در دوران سلطنت  خاندان قاجار و  پهلوی دارای درجات متفاوتی بوده است. شاخه‌های مختلف خاندان فرمانفرمائیان امروزه در اقصی نقاط ایران و جهان ساکن و پراکنده هستند. 

## تاریخچۀ خاندان

### تبار
احتمالاً قاجارها مغول، ترکمان و سلجوقی نبوده‌اند بلکه از ترکان غربی و خویشاوند نزدیک خزرها و قبچاق‌ها و بلغارها و پچنگ‌ها بوده‌اند و در حدود سدهٔ هشتم میلادی با سایر طوایف ترک قفقاز جنوبی از آن سرزمین هجرت کرده‌اند. اینان نخست در حدود سدهٔ هشتم با سایر طوایف ترک قفقاز جنوبی از آن سرزمین هجرت کرده‌اند و سپس ۲۰۰ سال بعد از حمله مغول به ایران مجدداً به ایران برگشته‌اند. صفویه آنها را از آذربایجان به مازندران و گرگان و مرکز ایران برده‌اند و با افشارها و بیات‌ها و بایندرها بسیار نزدیک بوده و حتی شریک سرنوشت و شاید همسفر ایشان بوده‌اند. ایل قاجار یکی از هفت ایل اصلی ترکمان قزلباش بود که در زمان صفویه از آناتولی و شام به ایران مهاجرت کرده و شاه اسماعیل به یاری توان نظامی آن‌ها، سلسلهٔ صفویه را بنیان نهاد.

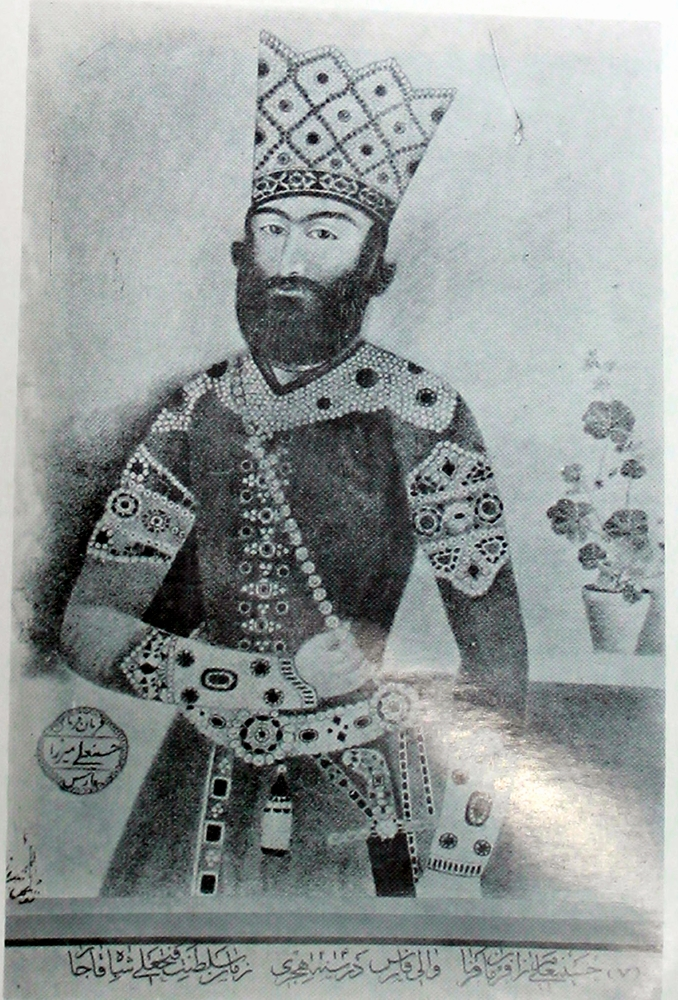
تصویر حسین‌علی میرزا فرمانفرما پسر پنجم فتحعلی‌شاه از بدر جهان خانم عرب عامری بسطامی

### سرسلسله‌های خاندان

#### حسین‌علی میرزا فرمانفرما
حسین‌علی‌میرزا (۱۲ ذی‌الحجهٔ ۱۲۰۳ ه‍.ق/۳ سپتامبر ۱۷۸۹ م – ۲۶ ربیع‌الأول ۱۲۵۱ ه‍.ق/۲۲ ژوئیه ۱۸۳۵ م) نامدار به حسین‌علی‌میرزا فرمانفرما، پسر پنجم فتحعلی‌شاه از  بدر جهان خانم عرب عامری بسطامی بود که در فاصلهٔ سال‌های ۱۲۱۴ تا ۱۲۵۰ ه‍.ق حکومت ایالت فارس را برعهده داشت و از مدعیان تاج و تخت پس از فوت پدرش به‌شمار می‌رفت.

#### فریدون میرزا فرمانفرما
فریدون میرزا فرمانفرما (۱۲۲۵–۱۲۷۲ قمری) شاهزاده قاجار و پسر پنجم عباس میرزا بود. فریدون میرزا از کودکی فرزند محبوب پدرش بود و در ۱۲۴۷ قمری، وقتی عباس‌میرزا برای سرکوب شورش‌ها به خراسان رفت، فریدون‌میرزا را به عنوان نائب والی آذربایجان منصوب کرد. پس از مرگ عباس‌میرزا و در دوران نائب‌السلطنگی محمدمیرزا در آذربایجان، فریدون‌میرزا والی تبریز بود.

#### فیروز میرزا فرمانفرما

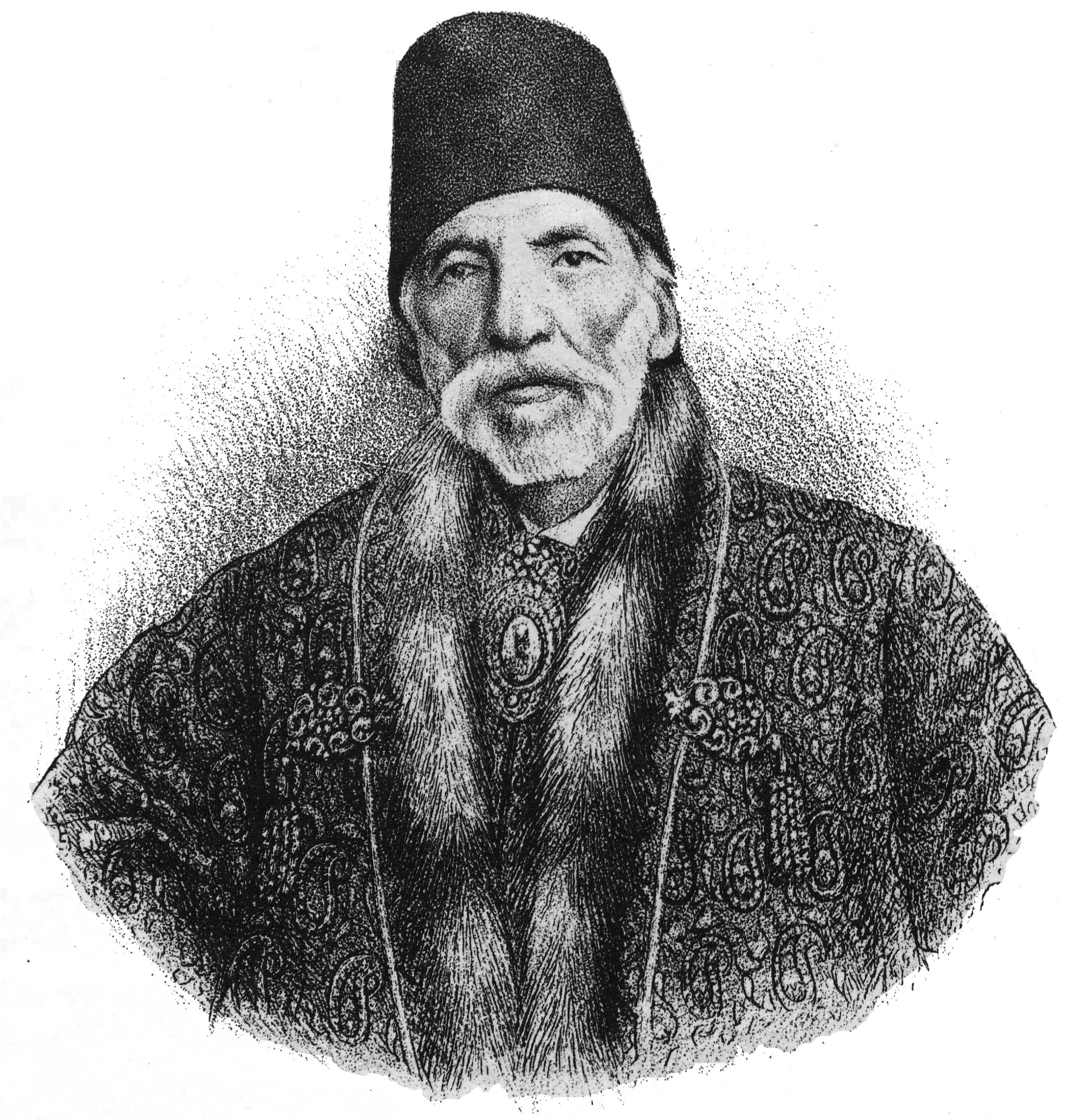
فیروزمیرزا فرمانفرما

فیروز میرزا نصرت‌الدوله (اول)، فرمانفرما، فرزند شانزدهم ولیعهد قاجار عباس میرزا نایب‌السلطنه (۱۲۰۳–۱۲۴۹ ق) و نوه فتحعلی شاه قاجار متولد۱۲۳۳ قمری بودو جمعه ۲۸ ربیع الاول ۱۳۰۳ قمری در سن ۷۰ سالگی در تهران درگذشت. فیروز میرزا دو برادر و یک خواهر تنی داشت و مادرش عزت نساء خانم دختر حاجی میرزا صادق کلانتر باغ‌میشه بود.

#### عبدالحمید میرزا فرمانفرما
عبدالحمید میرزا ناصرالدوله (۱۲۵۶–۱۳۰۹ قمری) پسر فیروز میرزا و مادرش دختر میرزا حسن مستوفی‌الممالک آشتیانی بود. در سال ۱۲۹۷ قمری حکومت کرمان و ریاست قشون نظامی کرمان به او سپرده شد و لقب ناصرالدوله گرفت. در سال ۱۳۰۳ قمری پس از درگذشت پدرش به فرمانفرما ملقب شد و تا سال ۱۳۰۹ قمری که در گذشت در سمت حکمرانی کرمان و بلوچستان برقرار بود. از آثار تاریخی ناصرالدوله در کرمان به جای گذاشته است.

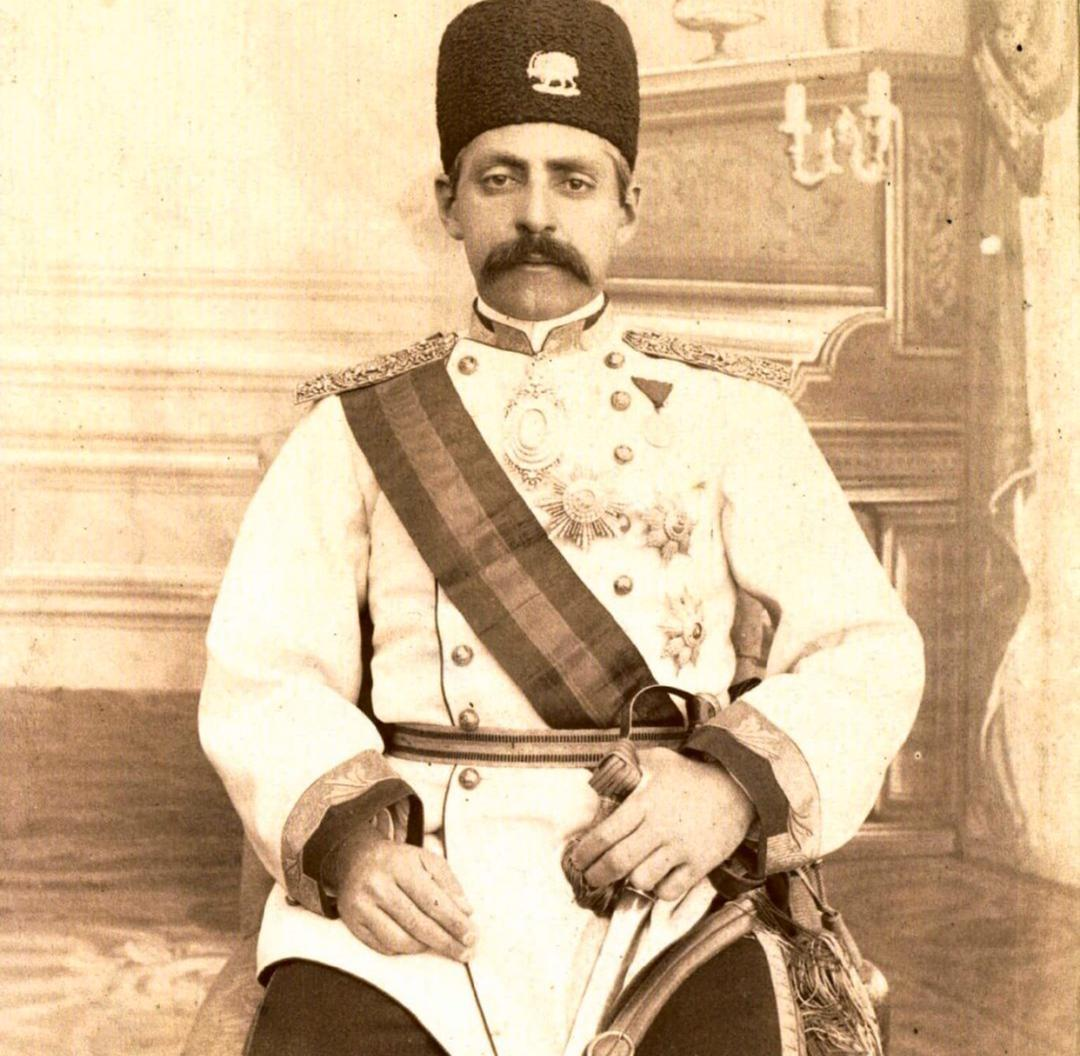
عبدالحسین میرزا فرمانفرما در دهه ۱۸۸۰ میلادی (دهه ۱۳۰۰ قمری و دهه ۱۲۶۰ خورشیدی)

#### عبدالحسین میرزا فرمانفرما
عبدالحسین فرمانفرمائیان در زمان قاجار موسوم به عبدالحسین میرزا فرمانفرما (۱۲۳۱، تبریز – ۱۳۱۸، تهران) شاهزادهٔ قاجار و نخست‌وزیر ایران در دوران سلطنت احمدشاه قاجار و رئیس انستیتو پاستور ایران بود. بخش‌های عمده‌ای از اعضای خانواده‌های فیروز و فرمانفرمائیان منسوب به او هستند. فرمانفرما پس از روی کار آمدن دودمان پهلوی به تدریج ثروت و نفوذ سیاسی خود را از دست داد. عبدالحسین میرزا پسر دوم فیروز میرزا در سال ۱۲۳۱ خورشیدی در تبریز متولد شد. پدرش فیروز میرزا پسر شانزدهم عباس میرزا و مادرش حاجیه هُما خانم دخترعموی پدرش و دختر بهمن میرزا بهاءالدوله (پسر سی‌وهفتم فتحعلی‌شاه) بود.

## مشاهیر شاخه‌های مختلف خاندان

### شاخۀ حسین‌علی میرزا فرمانفرما
اعضای سرشناس این شاخه از خاندان فرمانفرمائیان به شرح زیر است: 
| نام                    | نگاره | سال‌های زندگی                                                              | پیشه    | خلاصه |
| ---------------------- | ----- | ------------------------------------------------------------------------- | ------- | --- |
| حسین‌علی‌میرزا فرمانفرما |       | (۱۲ ذی‌الحجهٔ ۱۲۰۳ در قصبۀ نوا، شهر لاریجان – ۲۶ ربیع‌الأول ۱۲۵۱ه‍.ق در تهران) | دولت‌مرد | فرزند فتحعلی‌شاه قاجار؛ حکمران ایالت فارس و سرحدّدار مناطق جنوبی از ۱۲۱۴ الی ۱۲۵۰ه‍.ق؛ مدعی تاج و تخت ایران از ۳ شعبان الی ۲۹ ذی‌القعدۀ ۱۲۵۰ه‍.ق. |
| تیمور میرزا حسام‌الدوله |       |                                                                           | دولت‌مرد | فرزند حسین‌علی‌میرزا فرمانفرما؛ رئیس قوشخانۀ دربار در زمان ناصرالدین‌شاه قاجار؛ مؤلف کتاب بازنامه ناصری در شناخت و تربیت پرندگان.             |
| شاهرخ‌میرزا قاجار       |       |                                                                           | دولت‌مرد | فرزند حسین‌علی‌میرزا فرمانفرما؛ حاکم کاشان و برخی ولایات دیگر در دورۀ ناصرالدین‌شاه قاجار.                                                    |
| مغرور میرزا موثق‌الدوله |       | (؟ - شهریور ۱۳۱۱ خورشیدی در کربلا)                                        | دولت‌مرد | فرزند تیمور میرزا حسام‌الدوله؛ واپسین وزیر دربار ایران در دورۀ احمدشاه قاجار                                                                |

### شاخۀ عبدالحسین میرزا فرمانفرما

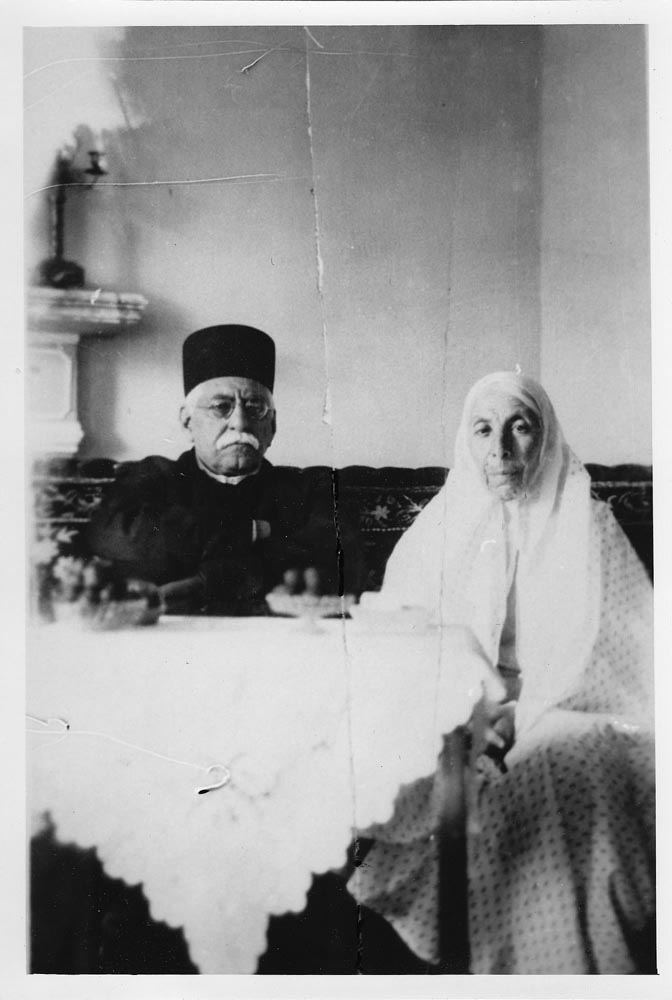
عبدالحسین میرزا فرمانفرما، نخست‌وزیر ایران به همراه خواهرش ملک‌تاج نجم‌السلطنه.

محمد مصدق، نخست‌وزیر ایران و رهبر جنبش ملی‌شدن صنعت نفت،خواهرزاده عبدالحسین میرزا فرمانفرما

اعضای سرشناس این خانواده با نام خانوادگی فرمانفرمائیان یا فیروز و مهمترین مسئولیت‌های آن‌ها به شرح زیر است:
| نام                       | نگاره | سال‌های زندگی                                                    | پیشه                      | خلاصه |
| ------------------------- | ----- | --------------------------------------------------------------- | ------------------------- | --- |
| عبدالحسین میرزا فرمانفرما |       | (۱۲۳۱ در تبریز – ۱۳۱۸ در تهران)                                 | دولت‌مرد                   | عالی ‌ترین سمت او رئیس‌الوزرایی احمدشاه قاجار است. |
| فیروز فیروز               |       | (۱۲۶۴ در تهران – ۱۳۱۶ در سمنان)                                 | دولت‌مرد                   | نمایندۀ مجلس شورای ملی؛ وزیر داخله؛ وزیر مالیه؛ وزیر امورخارجه در عصر قاجار. |
| منوچهر فرمانفرمائیان      |       | (۱۲۹۶ در تهران-۱۳۸۲ در کاراکاس)                                 | دولت‌مرد                   | اولین سفیر ایران در ونزوئلا |
| مریم فیروز                |       | (۱۲۹۲ – ۲۲ اسفند ۱۳۸۶)                                          | فعال سیاسی                | عضو حزب توده و مؤسس سازمان زنان حزب توده ایران؛ همسر نورالدین کیانوری |
| بهادر فیروز               |       | (۱۳۰۸ در تهران- ۱۳۸۵ در تهران)                                  | استاد دانشگاه             | استاد علوم‌سیاسی در دانشگاه تهران |
| ستاره فرمانفرمائیان       |       | (زاده ۱۲۹۹ یا ۱۳۰۱ در شیراز – درگذشتهٔ ۳ خرداد ۱۳۹۱ در لس آنجلس) | فعال اجتماعی              | مؤسس اولین مدرسه و دانشکده مددکاری ایران |
| عبدالعزیز فرمانفرمائیان   |       | (زاده ۱۲۹۹ در نرماشیر- ۳۱ خرداد ۱۳۹۲ در پالما د مایورکا)        | معمار                     | او معمار ورزشگاه آزادی (آریامهر سابق) ، سالن دوازده هزار نفری آزادی ، سالن بسکتبال آزادی و سالن والیبال آزادی ، فرودگاه مهرآباد و فرودگاه امام‌خمینی (آریامهر سابق) و موزه فرش ایران بود. |
| عبدالعلی فرمانفرمائیان    |       | (۱۳۱۳ در تهران –۱۳۵۱ در تهران)                                  | تاجر و کارآفرین           | نایب رئیس اتاق بازرگانی ایران و مؤسس شرکت نفت پارس |
| خداداد فرمانفرمائیان      |       | (۱۸ اردیبهشت ۱۳۰۷ در تهران- ۲۵ آذر ۱۳۹۴ در لندن)                | اقتصاددان و استاد دانشگاه | رئیس کل بانک مرکزی ایران و رئیس سازمان برنامه و بودجه کشور |
| کاوه فرمانفرمائیان        |       | (۱۲۹۹ در اصفهان- ۶ خرداد ۱۳۸۳ در پاریس)                         | تاجر و کارآفرین           | معاون اتاق بازرگانی ایران؛ از بنیانگذاران و مؤسسان بانک توسعه صنعتی و معدنی؛ از مؤسسان انبارهای عمومی و خدمات گمرکی ایران.                                                               |
| ابوالبشر فرمانفرمائیان    |       |                                                                 | حقوق‌دان                   | و دارای دکترای علوم سیاسی از دانشگاه شیکاگو و جی دی از دانشگاه کلمبیا بود. در جریان ملی شدن صنعت نفت ایران از مخالفین ملی شدن بود و مقالاتی از وی در روزنامه کیهان آن زمان به چاپ رسید.  |
| محمدولی فرمانفرمائیان     |       | (۱۲۶۹– ۱۳۶۸)                                                    | دولتمرد                   | نمایندۀ مجلس شورای ملی؛ وزیر کار و تبلیغات ایران. |
| صبار فرمانفرمائیان        |       | (۲۳ تیر ۱۲۹۱ در تهران–۲۹ اردیبهشت ۱۳۸۵ در تهران)                | پزشک و دولتمرد            | وزیر بهداشت؛ استاندار فارس؛ رئیس انستیتو پاستور ایران (۱۳۵۰ تا ۱۳۵۶) |

## پی‌نوشت‌ها
1. ↑  نفیسی، تاریخ و اجتماعی و سیاسی ایران، ۳۴.
2. ↑  Savory, “Safavid Persia”, 395.
3. ↑  خزایی، دربارۀ مفردات و رباعیّات حسینعلی‌میرزا فرمان‌فرما، ۶۴.
4. ↑  خزایی، دربارۀ مفردات و رباعیّات حسینعلی‌میرزا فرمان‌فرما، ۶۴.
5. ↑  خزایی، دربارۀ مفردات و رباعیّات حسینعلی‌میرزا فرمان‌فرما، ۶۴.
6. ↑  «FARMĀNFARMĀ, FEREYDŪN MĪRZĀ».
7. ↑  بامداد، شرح حال رجال ایران قرن‌های ۱۲ و ۱۳ و ۱۴، ج۳، ص ۱۱۴.
8. ↑  نادرمیرزا، تاریخ و جغرافی دارالسلطنه تبریز، ۶۰.
9. ↑  خداداد فرمانفرماییان، رئیس پیشین بانک مرکزی ایران درگذشت، بی‌بی‌سی فارسی
10. ↑  «عبدالحسین میرزا فرمانفرما». مؤسسهٔ مطالعات تاریخ معاصر ایران. دریافت‌شده در ۸ تیر ۱۳۹۰.
11. ↑  خزایی، دربارۀ مفردات و رباعیّات حسینعلی‌میرزا فرمان‌فرما، ۶۴.
12. ↑  «عبدالعزیز فرمانفرمائیان معمار ساختمان موزه فرش ایران - مجله تخصصی فرش ایران?». ۲۰۲۱-۰۶-۱۴. دریافت‌شده در ۲۰۲۳-۰۱-۱۴.